# 徐夢熊 (舉人)
徐梦熊，浙江人，是一名清朝官员。举人出身。
徐梦熊曾于1824年接替何士祁任娄县知县一职，由沈炳垣接任。